# Вест-Віттієр-Лос-Ньєтос (Каліфорнія)
Вест-Віттієр-Лос-Ньєтос (англ. West Whittier-Los Nietos) — переписна місцевість (CDP) в США, в окрузі Лос-Анджелес штату Каліфорнія. Населення — 25 325 осіб (2020).

## Географія
Вест-Віттієр-Лос-Ньєтос розташований за координатами 33°58′34″ пн. ш. 118°4′8″ зх. д. / 33.97611° пн. ш. 118.06889° зх. д. (33.976001, -118.068925).  За даними Бюро перепису населення США в 2010 році переписна місцевість мала площу 6,52 км², уся площа — суходіл.

## Демографія
Згідно з переписом 2010 року, у переписній місцевості мешкало 25 540 осіб у 6698 домогосподарствах у складі 5601 родини. Густота населення становила 3914 особи/км².  Було 6923 помешкання (1061/км²).
Расовий склад населення:
| - 59,4 % — білих - 1,5 % — корінних американців - 1,5 % — азіатів - 1,0 % — чорних або афроамериканців - 0,2 % — вихідців з тихоокеанських островів - 32,9 % — осіб інших рас |

До двох чи більше рас належало 3,5 %. Частка іспаномовних становила 87,6 % від усіх жителів.
За віковим діапазоном населення розподілялося таким чином: 27,0 % — особи молодші 18 років, 61,8 % — особи у віці 18—64 років, 11,2 % — особи у віці 65 років та старші. Медіана віку мешканця становила 33,7 року. На 100 осіб жіночої статі у переписній місцевості припадало 97,0 чоловіків;  на 100 жінок у віці від 18 років та старших — 93,5 чоловіків також старших 18 років.
Середній дохід на одне домашнє господарство  становив 75 716 доларів США (медіана — 65 363), а середній дохід на одну сім'ю — 78 759 доларів (медіана — 66 985). Медіана доходів становила 39 689 доларів для чоловіків та 33 896 доларів для жінок. За межею бідності перебувало 8,9 % осіб, у тому числі 11,4 % дітей у віці до 18 років та 10,4 % осіб у віці 65 років та старших.
Цивільне працевлаштоване населення становило 12 390 осіб. Основні галузі зайнятості: освіта, охорона здоров'я та соціальна допомога — 21,6 %, виробництво — 14,8 %, роздрібна торгівля — 11,0 %, науковці, спеціалісти, менеджери — 9,6 %.